# Estadio Federativo Reina del Cisne
Estadio Federativo Reina del Cisne is een stadion in de stad Loja in Ecuador, met een capaciteit van 14.935 personen. Het wordt voornamelijk gebruikt voor voetbalwedstrijden en is de thuisbasis van de voetbalclub LDU de Loja. Daarnaast maakt ook een aantal lokale teams gebruik van het stadion, dat in 1980 in gebruik werd genomen.